# Kościół Matki Boskiej Różańcowej w Jamnie
Kościół Matki Boskiej Różańcowej w Jamnie – zabytkowy kościół filialny należący do parafii św. Matki Teresy z Kalkuty. Mieści się w najmłodszej dzielnicy Koszalina – Jamnie, przy ulicy Szkolnej, która to dzielnica była wcześniej wsią w gminie Będzino.

## Architektura

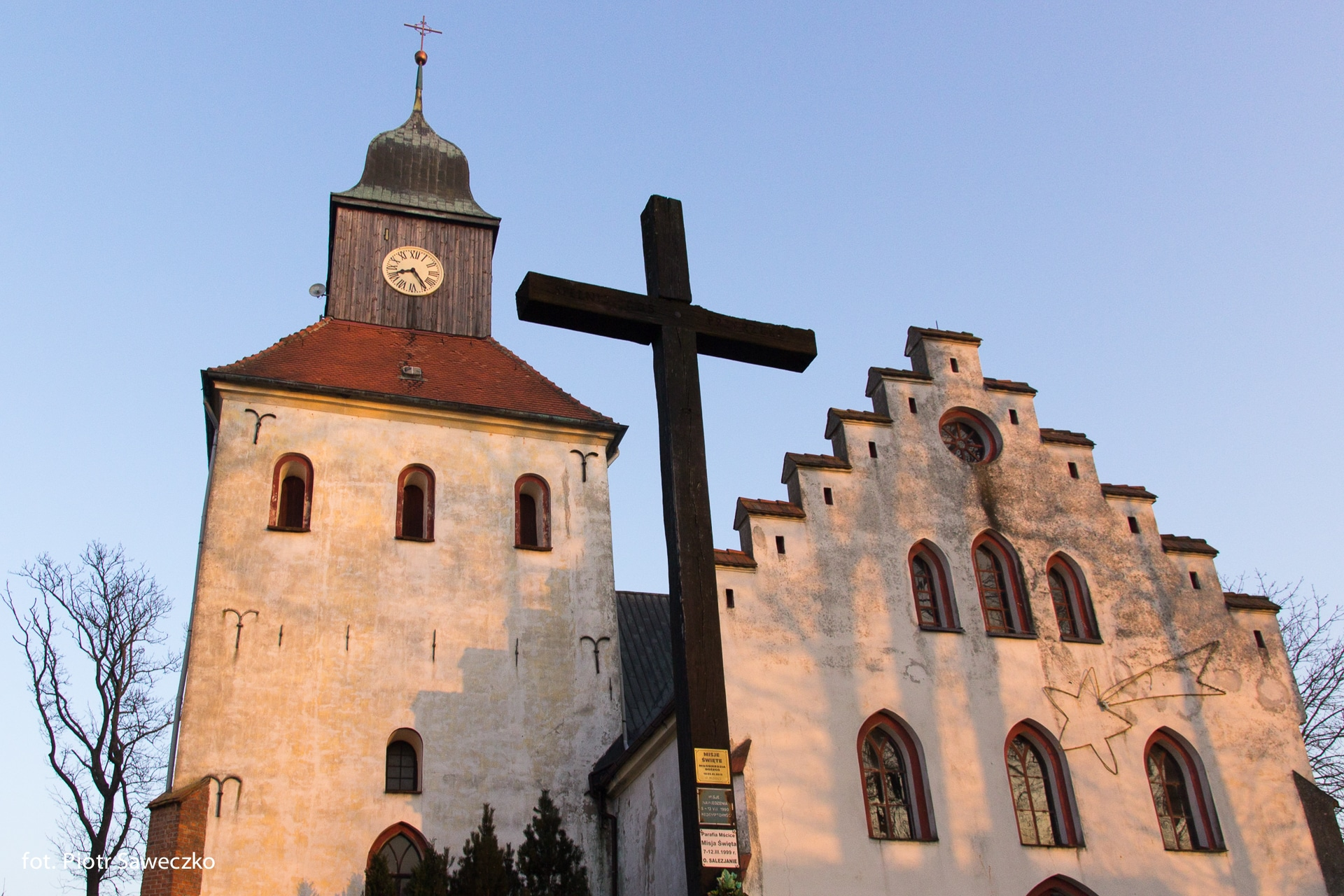
Kościół Matki Boskiej Różańcowej w Jamnie o poranku.

Jest to jednonawowa świątynia gotycka zbudowana w XIV wieku. Jest elementem dominującym układu przestrzennego oraz najstarszym fragmentem zabudowy o wartościach zabytkowych. Rozbudowana i przebudowana została w 1737 i XIX wieku. Od frontu mieści się wieża. Posiada liczne fragmenty barokowego zabytkowego wyposażenia z XVIII wieku (ambona, chrzcielnica). Wewnątrz świątyni znajduje się strop z polichromią z motywami jamneńskimi (przypominającymi motywy kaszubskie) (1923–1927). Świątynia została wyremontowana i przygotowana do uroczystej konsekracji przez księdza kanonika Tadeusza Nawrota, ówczesnego proboszcza parafii pw. św. Antoniego Padewskiego w Mścicach, której częścią był kościół filialny w Jamnie.

## Zabytek zadbany
W ramach Regionalnego Programu operacyjnego na lata 2014–2020 Parafia pw. Św. Matki Teresy z Kalkuty w Koszalinie pozyskała środki na realizację projektu „Prace konserwatorskie i restauracyjne w kościele Jamnie wraz z dostosowaniem zabytku dla potrzeb mieszkańców i turystów”. Inwestycja była realizowana od stycznia do października 2018 roku. W grudniu 2018 świątynia została otwarta po remoncie.  
W ramach remontu przeprowadzono remont wieży, wyremontowano organy, odnowiono chrzcielnicę i rzeźby, zostały zbite zewnętrzne i wewnętrzne tynki, mury naprawiono metodą kotwienia HILTI. Wymieniono pokrycie dachu, rynny, stolarkę, instalacje oraz wzmocniono więźbę dachową. Za zgodą konserwatora zainstalowano ogrzewanie podłogowe. 
W ramach konkursu Zabytek zadbany edycja 2020 Kościół w Jamnie został laureatem w kategorii  Utrwalenie wartości zabytkowej obiektu. 